# إتش تي إم إل تي دي
إتش تي إم إل تي دي (بالإنجليزية: HTML Tidy)‏ هو تطبيق وحدة تحكم يهدف إلى إصلاح وسوم إتش تي إم إل HTML التي تحتوي أخطاء، وكشف إمكانية حدوثها. وتحسين التصميم وأسلوب إزاحة الترميز الناتج.

## وصلات خارجية
- إتش تي إم إل تي دي على موقع Open Hub (الإنجليزية)
- إتش تي إم إل تي دي على موقع Free Software Directory (الإنجليزية)
- إتش تي إم إل تي دي على موقع SourceForge (الإنجليزية)
- الموقع الرسمي